# Spilosoma roseivenata
Spilosoma roseivenata là một loài bướm đêm thuộc phân họ Arctiinae, họ Erebidae.